# Óscar Manzanárez
Óscar Gibram Manzanárez Pérez (ur. 24 kwietnia 1995 w Ensenadzie) – meksykański piłkarz występujący na pozycji środkowego Pochodzenie libańskieobrońcy, od 2023 roku zawodnik Querétaro.